# Delissea rhytidosperma
Espèce
Statut de conservation UICN

PEWC2a(i, ii); D : Peut-être éteint à l'état sauvage
Delissea kauaiensis est une espèce de plante de la famille des Campanulacées endémique de Hawaï. Elle est probablement éteinte à l'état sauvage, aucun spécimen n'ayant été aperçu depuis 2002.

## Menaces
Cette espèce est menacée par l'invasion de plantes non-natives, notamment Melaleuca quinquenervia, Cyathea cooperi, Melinis minutiflora, Andropogon glomeratus, Lantana camara et Clidemia hirta. Elle est également menacée par la prédation d'animaux marrons : le cochon, la chèvre et le cerf à queue noire.